# Orientalisme

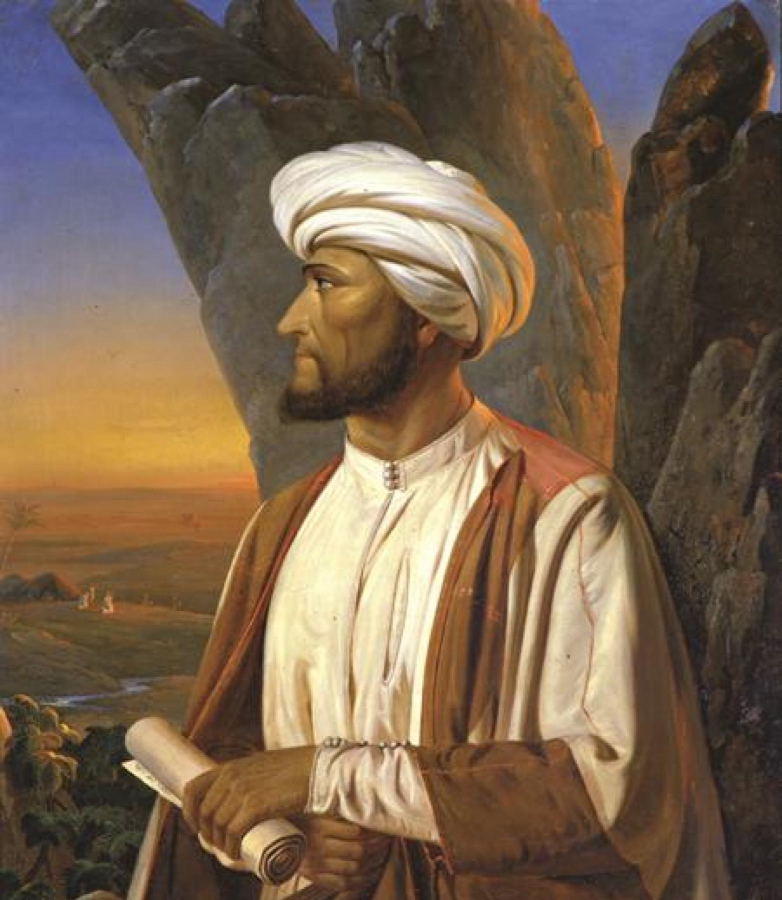
Georg August Wallin (1811–1852), orientaliste, explorateur et professeur finlandais.

Pour les articles homonymes, voir orientalisme (homonymie).
Ne doit pas être confondu avec orientalisme (étude scientifique des langues et civilisations orientales).
 (avril 2018).
- Si vous ne connaissez pas le sujet, laissez ce bandeau (vous pouvez alors contacter les auteurs).
- Si vous supprimez le contenu mis en cause (vous pouvez préalablement contacter les auteurs),

argumentez précisément cette suppression dans la page de discussion
(un manque de référence n'est pas un argument ; une recherche réelle de référence doit avoir été effectuée, être formellement documentée).
L'orientalisme est un mouvement littéraire et artistique né en Europe occidentale au XVIIIe siècle. Par son ampleur et sa vogue, tout au long du XIXe siècle, il marque l'intérêt et la curiosité des artistes et des écrivains pour les pays du couchant (le Maghreb) ou du Levant (le Moyen-Orient).
L'orientalisme naît dans la fascination de l'Empire ottoman et suit sa lente désagrégation après la guerre d'indépendance grecque des années 1820 et la progression des colonisations européennes. Cette tendance exotique s'associe avec tous les courants artistiques du XIXe siècle, académique, romantique, réaliste ou même impressionniste. Elle est présente en architecture, en musique, en peinture, en littérature, en poésie… Esthétique pittoresque, confondant les styles, les civilisations et les époques, l'orientalisme a créé de nombreux clichés et poncifs que l'on retrouve aujourd'hui encore en littérature ou au cinéma.

## AuXVIIIesiècle

### Turqueries et représentation de l'Empire ottoman

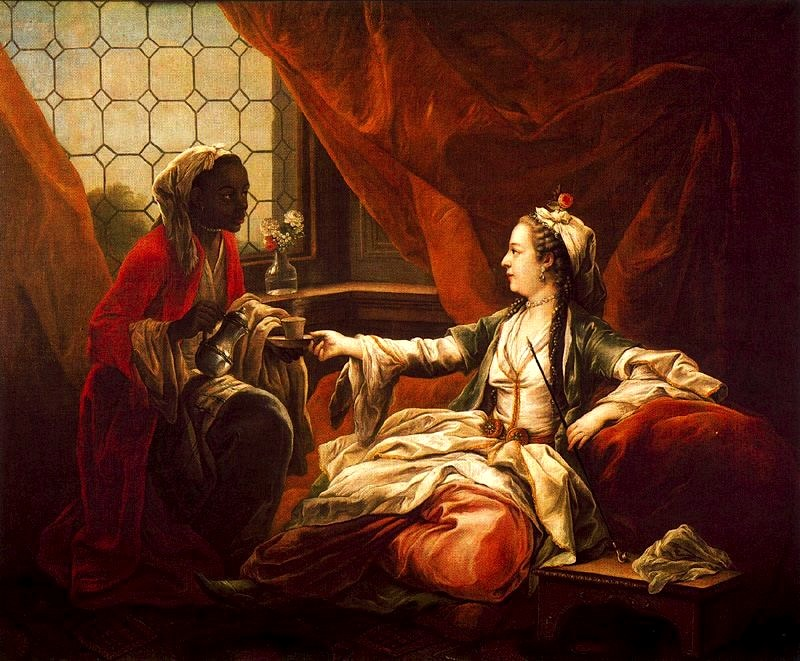
Charles André van Loo, Sultane (1747), Paris, musée des arts décoratifs. Portrait de Madame de Pompadour en costume oriental.

Initié en France par l'évocation du monde ottoman dans Le Bourgeois gentilhomme de Molière au XVIIe siècle et par la traduction des Contes des Mille et Une Nuits par Antoine Galland en 1711, c'est un mouvement artistique qui marque l'intérêt dès cette époque pour les cultures des peuples de toutes les régions dominées par l'Empire ottoman, d'Afrique du Nord jusqu'au Caucase. Cet attrait pour l'ailleurs, la recherche de l'exotisme, influença la société. Les salons de la bourgeoisie et de la noblesse donnèrent réceptions et bals costumés sur le modèle fantastique et coloré des cours d'Orient : la mode des Turqueries est associée à la mode des chinoiseries rococo ou baroque. Certains personnages fortunés prirent la pose, pour faire peindre leur portrait, revêtus des habits soyeux seyants en sultan ou en émir.
Un des exemples les plus fameux de cette esthétique en musique est la Marche turque de Mozart. Cet orientalisme servira de « couverture » à Voltaire et Montesquieu, respectivement dans Zadig et les Lettres persanes, car ils trouveront là un stratagème pour faire la satire du monde occidental sous couvert de personnages étrangers. Dans Le Prince philosophe, publié pendant la Révolution française, Olympe de Gouges développe une réflexion sur le pouvoir par le récit d'aventures à Siam, à Golconde et en Chine.

## AuXIXesiècle

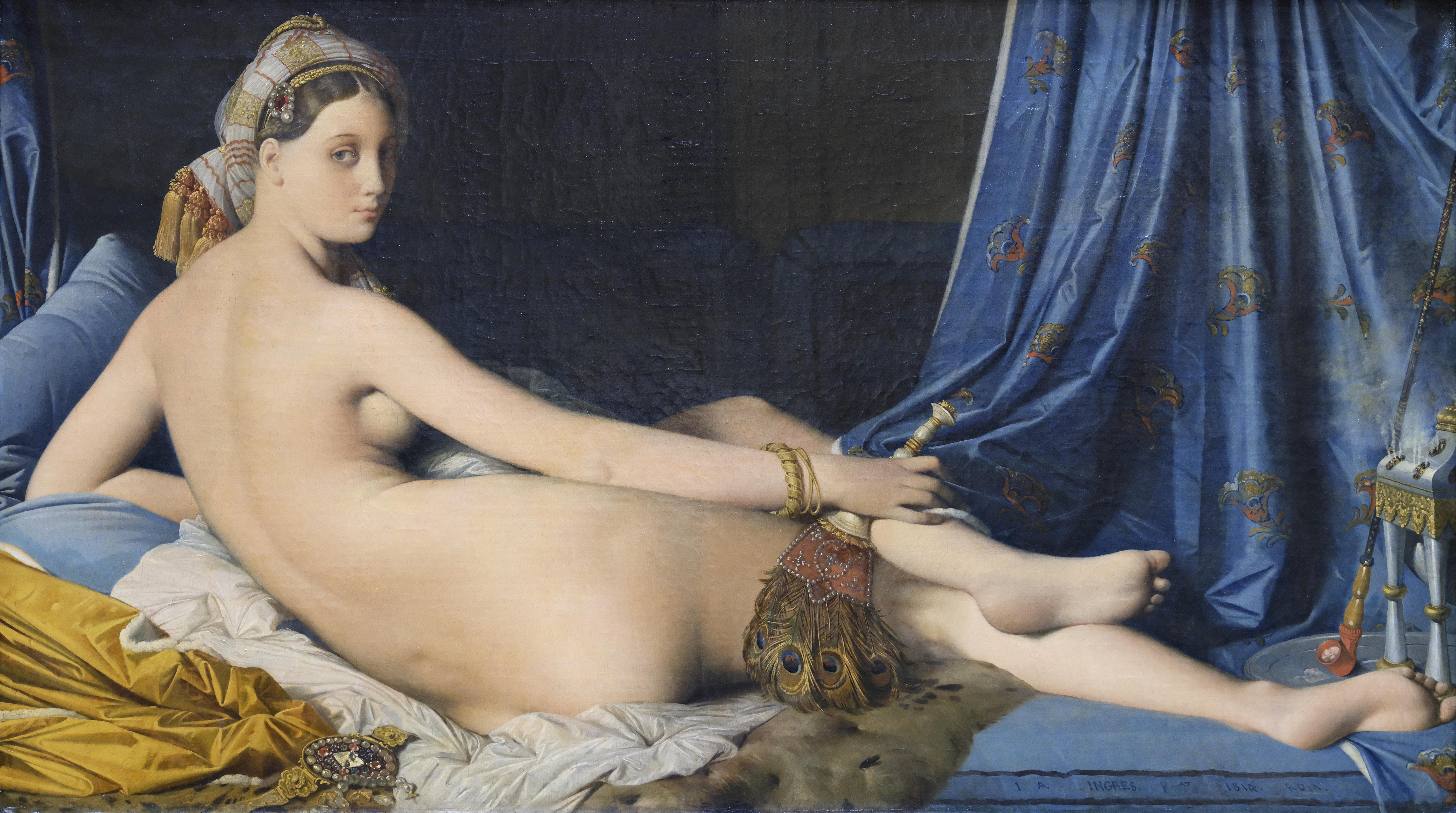
Jean-Auguste-Dominique Ingres, La Grande Odalisque (1814), Paris, musée du Louvre.

### Napoléon et l'expédition d’Égypte
De 1798 à 1801, la campagne d'Égypte menée par le général Napoléon Bonaparte vient bouleverser l'histoire de l'art. De par son allure d'expédition scientifique, elle permet une représentation plus réaliste du paysage et des costumes d'Égypte, tout en offrant aux peintres français des détails et faits réels sur lesquels s'appuyer dans leurs oeuvres, comme c'est le cas pour les batailles d'Aboukir, ou les pyramides. Les détails de cette expédition sont rapportés par Antoine-Jean Gros qui, bien qu'absent, vient illustrer le voyage de plusieurs tableaux, notamment Bonaparte visitant les pestiférés de Jaffa, Combat de Nazareth ou encore La Révolte du Caire.
Cette expédition ouvre ainsi la voie à l'égyptomanie.

### Question d'Orient: les Balkans
Avec La Grèce sur les ruines de Missolonghi (1826), Eugène Delacroix donne une représentation de la guerre d'indépendance grecque contre l'Empire ottoman dans la guerre des Balkans.
Un peu plus tard, au XIXe siècle, les architectes étrangers ont joué dans cette région un rôle important en ce qui concerne la véhiculation de codes orientaux, notamment en Roumanie, comme ce fut le cas pour Émile-André Lecomte du Nouÿ, qui prit en charge la restauration de l’église épiscopale de Curtea de Argeş en 1875, et imprégna cette dernière d'une esthétique orientale, tant dans le choix des matériaux que des formes utilisées.

### Littérature duXIXesiècle
- L'Inde : moins présente en France qu'en Grande-Bretagne, la représentation d'un exotisme oriental hindou avec éléphants. Œuvre de Rudyard Kipling, Le Livre de la jungle, Histoires comme ça.
- Flaubert et le voyage en Égypte, voyage en Tunisie pour mieux peindre Carthage dans Salammbô.
- Chateaubriand : voyage en Orient à partir de 1806, Palestine, Égypte, Moyen-Orient : L'itinéraire de Paris à Jérusalem, notes de voyage
- Nerval et Lamartine, Voyage en Orient
- Victor Hugo, Les Orientales
- Pierre Loti s'inspire de ses voyages et écrit en 1879 Aziyadé puis Fantôme d'Orient en 1892. Sa maison à Rochefort est devenu un musée, la décoration de certaines pièces traduit entièrement le goût de l'écrivain pour l'exotisme, le goût de l'opium également...

### Représentation de l'Afrique du Nord et du Moyen-Orient en peinture

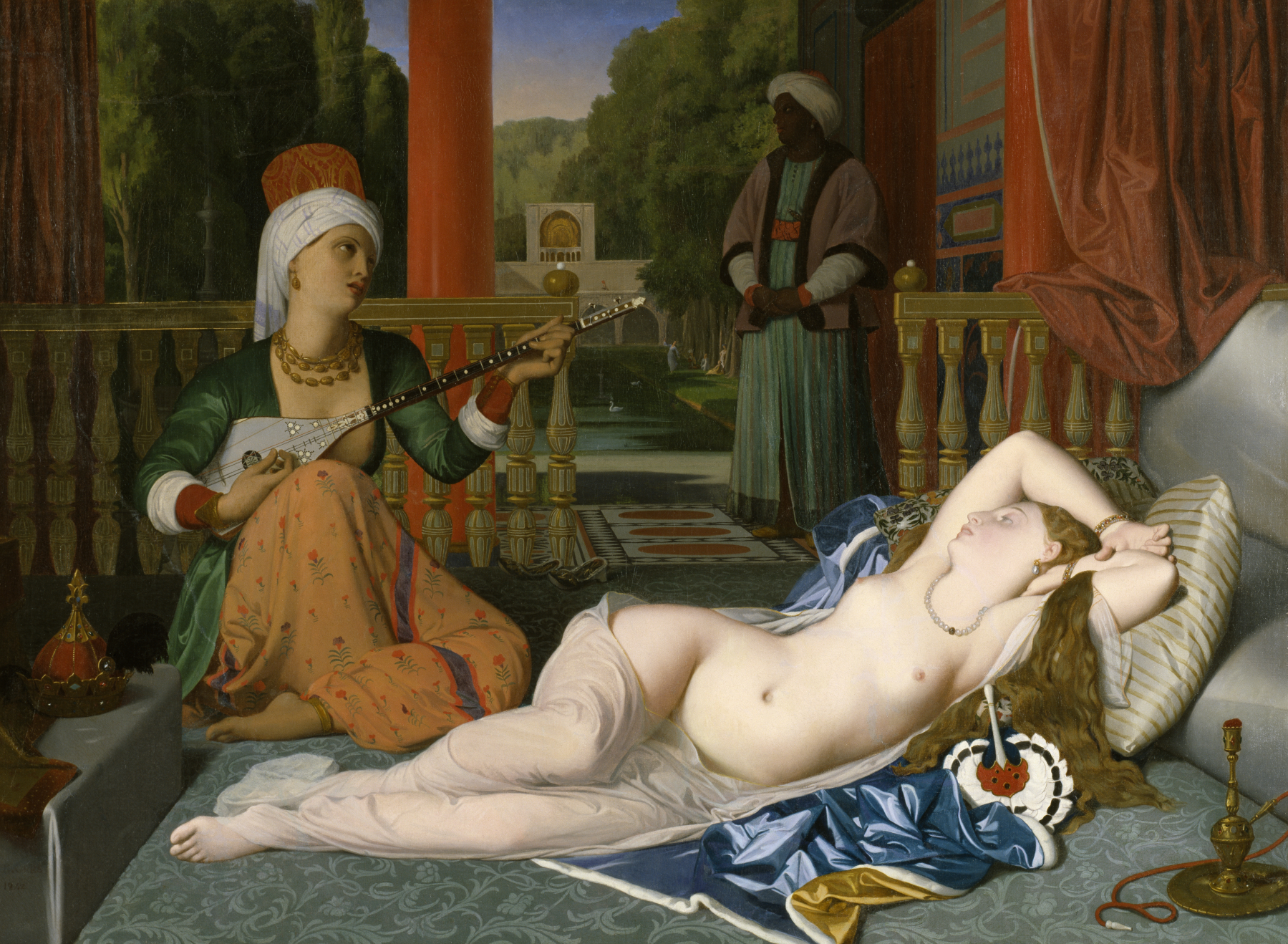
Jean-Auguste-Dominique Ingres, L'Odalisque à l'esclave (1842), Baltimore, Walters Art Museum.

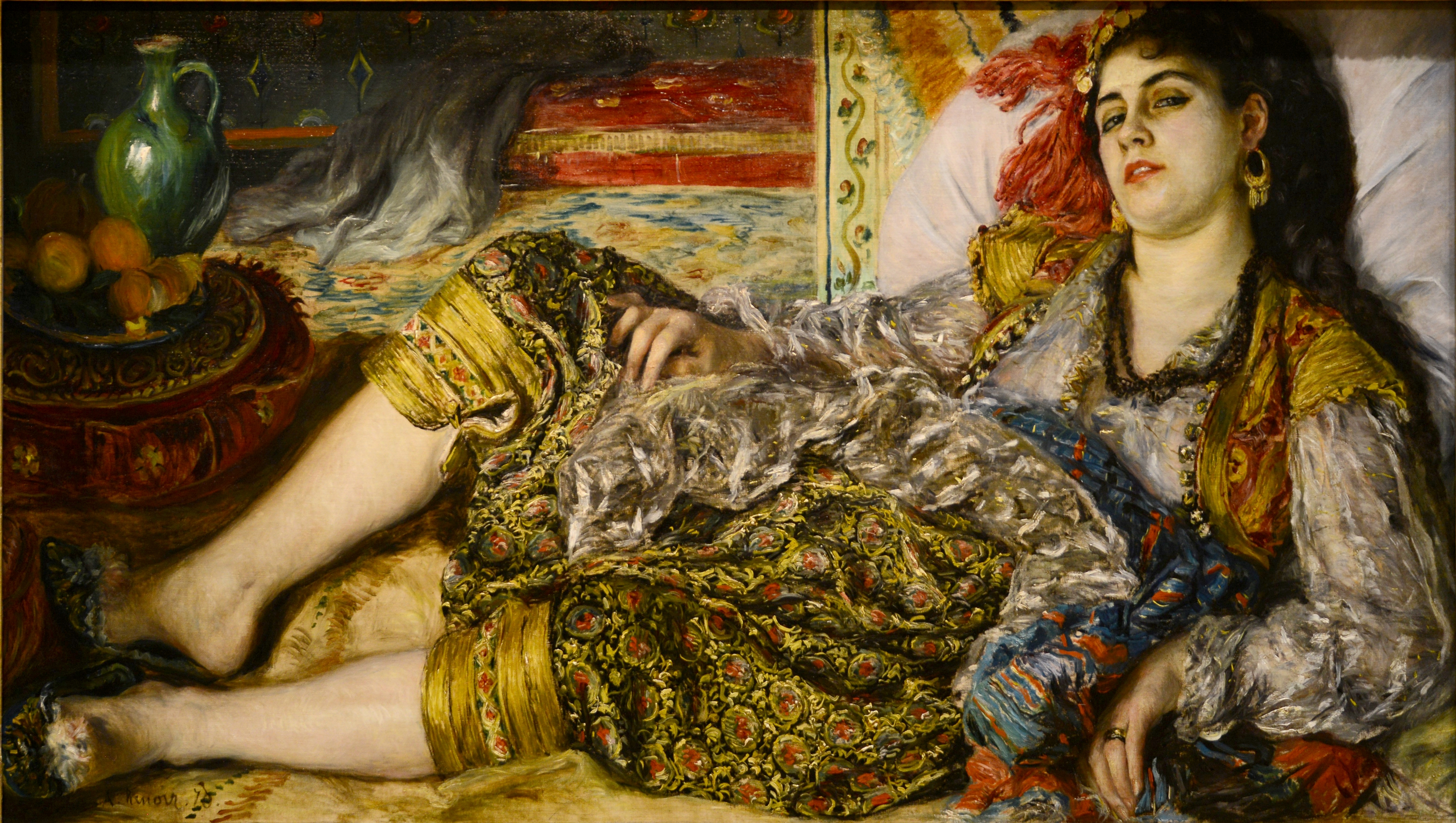
Renoir, Odalisque (1884).

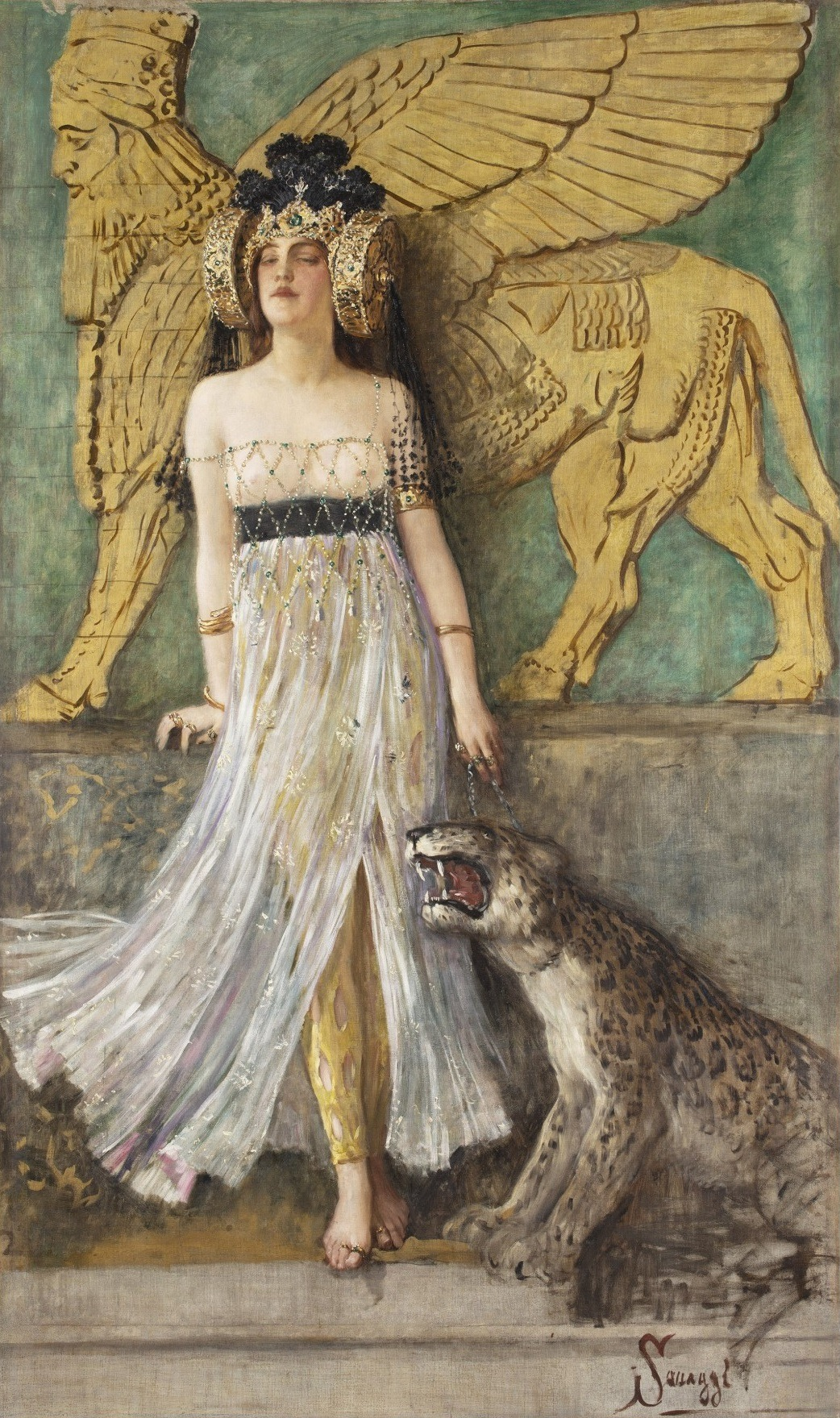
Cesare Saccaggi, La reine Sémiramis (1905).

Le roi Charles X s’illustre en 1830 par une conquête de l'Algérie aux forts accents patriotiques et Louis-Philippe parvient à l’annexer au royaume de France en 1834. Pour les artistes, c'est l’occasion de découvrir ces régions alors fermées, ouvrant la voie à un orientalisme désormais mieux ancré dans la réalité. Delacroix se rend au Maroc en 1832, Horace Vernet en Algérie en 1833. Vernet est envoyé à la demande de Louis-Philippe et arrivé en peintre officiel, il est reçu avec des marques considérables d’attention : deux bataillons lui sont affectés pour ses déplacements. Il reviendra durablement marqué par la découverte du pays.
Inspiré par le Moyen-Orient, l'art orientaliste pictural ne correspond en France à aucun style particulier et rassemble des artistes aux œuvres et aux personnalités aussi différentes et opposées qu'Ingres, Eugène Delacroix, Alexandre-Gabriel Decamps, Horace Vernet, Théodore Chassériau, Jean-Léon Gérôme, Eugène Fromentin, Félix Ziem, Alexandre Roubtzoff, jusqu'à Auguste Renoir (avec son Odalisque de 1884), ou même Henri Matisse et Pablo Picasso au début du XXe siècle. Émile Guillemin et Alfred Barye sont connus pour leurs sculptures du XIXe siècle, dont Le Cheval arabe.
C'est donc plutôt un thème vaste qui parcourt les différents mouvements picturaux dès cette période.

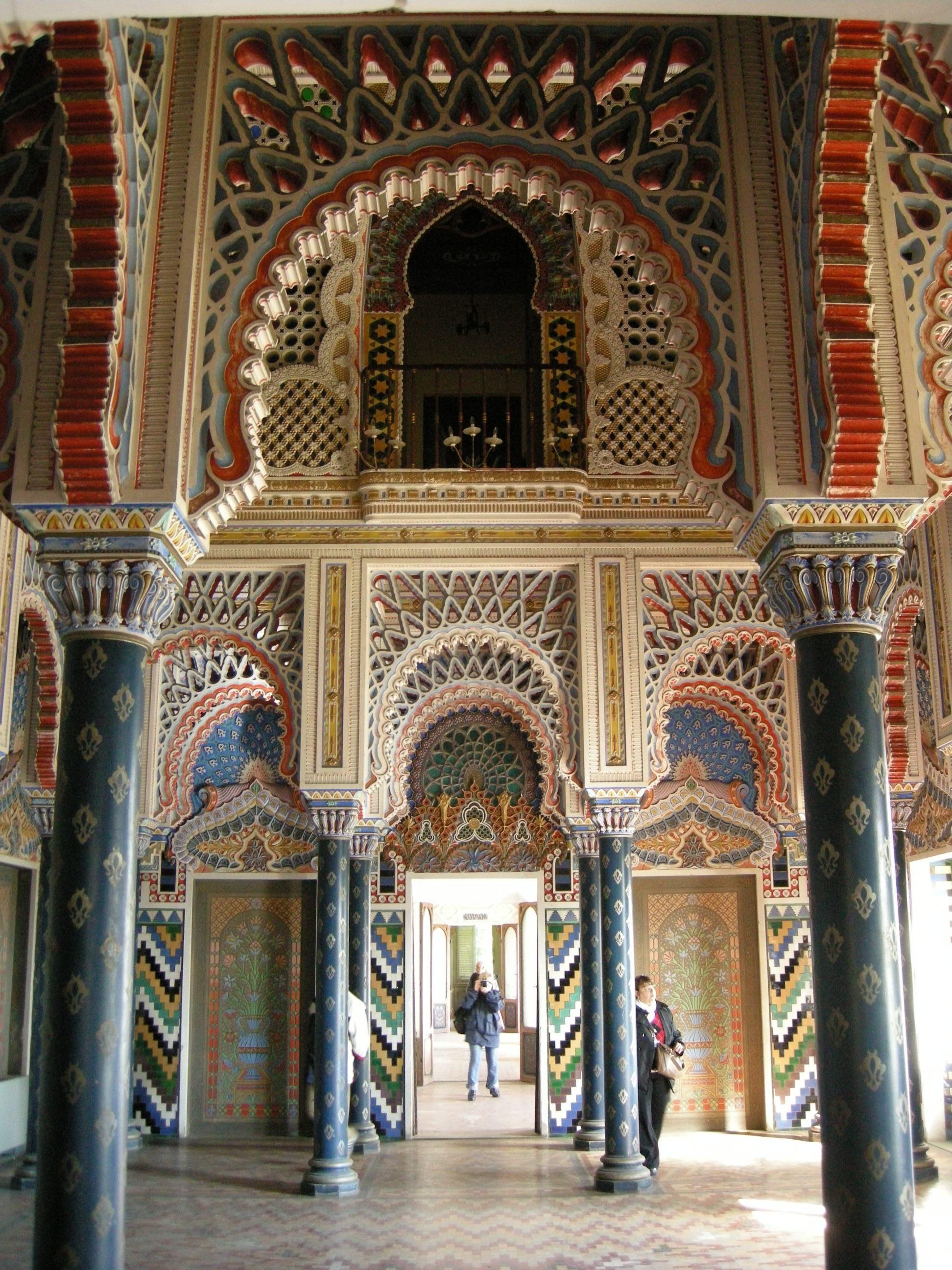
Château de Sammezzano, salle des Lys, Reggello.

Un exemple fameux d'architecture orientaliste se trouve dans le château de Sammezzano en Toscane en Italie, construit au milieu du XIXe siècle. En France, sous le Second Empire, le style est associé aux Expositions universelles, en particulier celle de 1867 qui reconstruit un quartier turc du Bosphore.
L'orientalisme est synonyme d'architectures de loisirs, de bains de mer, de casinos et thermes mauresques sont construits à Trouville ou Hendaye, des Eaux-Bonnes à Aix-les-Bains.

### Salon des peintres orientalistes

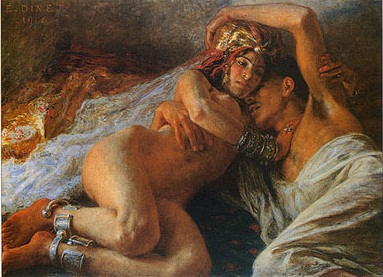
Étienne Dinet, Le Séducteur (1906), musée national de Poznań.

En 1893 à Paris, a lieu la création du Salon des peintres orientalistes, qui montre le succès des thèmes exotiques.
Puis en 1908 est fondée la Société coloniale des artistes français.
L'orientalisme moderne, en peinture, est le prolongement de l'orientalisme dit classique, et prend sa source vers les années 1905-1910 avec la création de la villa Abd-el-Tif et de son prix dès 1907. Il trouve son plein épanouissement après la Première Guerre mondiale pour se prolonger jusqu'en 1960. Outre cette école, des peintres contemporains des années 1910-1970 ont brillamment repris et continué le motif orientaliste, paysages, nature, scènes de genre, tels Henri Pontoy (1888-1968), Jacques Majorelle (1886-1962), Paul Élie Dubois (1886-1949), Edy Legrand (1892-1970) jusque Gustave Hervigo (1896-1993), Paul Fenasse (1899-1976), Rudolf Ernst (1854-1932)[réf. nécessaire].

#### Orientalisme contemporain
Après le démantèlement de l'Empire colonial français et l'indépendance de l'Algérie, il n'y a plus à proprement parler d'école orientaliste, mais des peintres d'inspiration orientaliste, comme les Français Jean-François Arrigoni Neri (1937-2014), Roman Lazarev, (né en 1938), ou Patrice Laurioz (né en 1959), et l'Algérien Hocine Ziani (né en 1953).

### Espagne et Andalousie
L'Espagne, en partie musulmane depuis le VIIIe siècle jusqu'au XVe siècle, sera aussi l'objet de nombreuses fascinations. Plusieurs vestiges et édifices, témoignant de la grandeur de ce passage, permettent aux Occidentaux un contact avec l'Orient beaucoup plus proche que ne le sont la Turquie, l’Égypte ou l'Arabie. Ainsi, la mosquée-cathédrale de Cordoue, la Giralda de Séville ou encore le palais de l'Alhambra de Grenade sont des points clés pour les artistes désireux d'Orient.
Mais l'Espagne a la caractéristique d'être aussi un pays catholique, où l’Église occupe une place importante. L'architecture gothique s'y déploie en de grands foisonnements, comme à la cathédrale de Burgos, créant des juxtapositions uniques au monde entre catholicisme et islam. Cette emprunte médiévale forte donnera aux romantiques comme aux troubadours ou aux néoclassiques l'envie de venir en Espagne et principalement en Andalousie, dont le nom provient d'Al-Andalus dernier lieu d'occupation de l'islam, où s'établissait le royaume de Grenade.

## Quelques thèmes

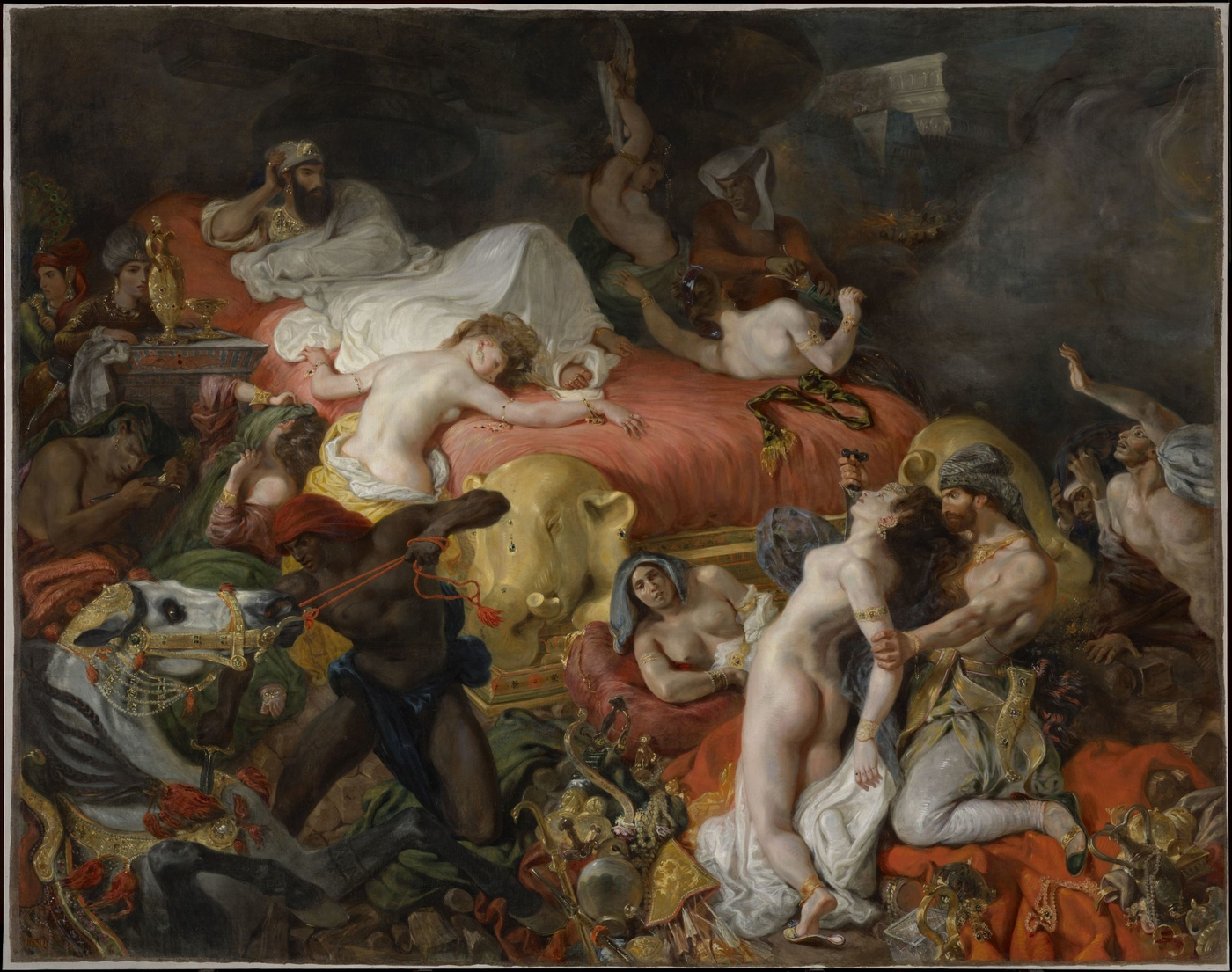
Eugène Delacroix, La Mort de Sardanapale (1827), Paris, musée du Louvre. D'après le poème de Lord Byron.

### Harem fantasmé
Au XIXe siècle en Occident, la représentation picturale de la nudité se limite à un système néo-classique, dans lequel la charge potentiellement érotique ou animale de la nudité est désamorcée par des moyens divers.
Or, le harem (ou sérail) se veut être l'expression d'un ailleurs inconnu. Les mœurs y sont différentes et certaines pratiques tolérées (telles que l'esclavage, la polygamie, le bain public, etc.). Cette tolérance entraîne en Europe un phénomène de fascination-répulsion pour le harem, lieu de despotisme sexuel par excellence du sultan.
En effet, le harem, si éloigné des mœurs et de la culture européennes de l'époque, fait l'objet de nombreuses interrogations, mais aussi de nombreux fantasmes érotiques. Les harems rêvés, fantasmés, imaginés — notamment par Jean-Léon Gérôme — sont souvent peuplés d'odalisques lascivement alanguies, offertes, dans les vapeurs du bain.
Bien que cette vision fantasmée soit largement majoritaire, le rôle de la femme « orientaliste » ne peut s’y résumer. Ainsi, certains artistes, comme Henriette Browne et Jean-Baptiste van Mour, ont une tout autre vision : ils s’intéressent au harem en tant qu’espace social et lieu de vie. Dans leurs peintures, les femmes ne sont pas uniquement vouées au plaisir de leur maître. Elles peuvent également être mère et s’adonner à des activités quotidiennes telles que la broderie, la lecture, les jeux, la musique et la danse.

### La femme arabe
L'une des fascinations des Orientalistes fut la femme arabe, dite « orientale ». En effet, par les poèmes et les récits merveilleux d'auteurs arabes à l'instar des Mille et une nuits, mais aussi par les carnets et récits de voyages d'Européens décrivant des femmes à la beauté surréelle dans des harems, un fantasme pour la femme arabe s'est dessiné petit à petit en Occident. Ce fantasme était, notamment pour les voyageurs européens, le fruit d'un imaginaire littéraire merveilleux trouvant son origine dans un secret qui entoure la femme arabe à l'époque. De fait, la femme arabe libre portait un voile couvrant aussi bien son visage que le reste de son corps, elle ne l'enlevait pas devant ceux non-issus de son milieu et qui n'étaient pas un proche d'elle. Ainsi, il était impossible pour un voyageur européen de voir une femme arabe libre sans un voile lui couvrant le visage, à l'exception de ses yeux (qu'elle soit musulmane ou chrétienne). De fait, de cette impossibilité est née un imaginaire crée autour d'elle, comme le démontre cette phrase d'un voyageur anglais de la fin du XVIe siècle, alors en voyage à La Mecque: 
«The women of the place are courteous, jocund, and lovely, faire with alluring eyes, being hote and libidinous, and the most of them naughty packes».
Ainsi, alors même que seuls les yeux de ces femmes sont visibles, elles sont tout de même décrites par le voyageur comme « séduisantes », « licencieuses » et « coquines ».

En outre, comme l'historien E.G. Gavin Hambly déclare : 
« Il n'était guère surprenant que les voyageurs européens de toutes les époques, privés de la vue des femmes de haut rang, recluses dans leurs maisons et voilées dans la rue, aient adopté des fantasmes sexuels ».

### Rêve d'ailleurs, Orient exotique

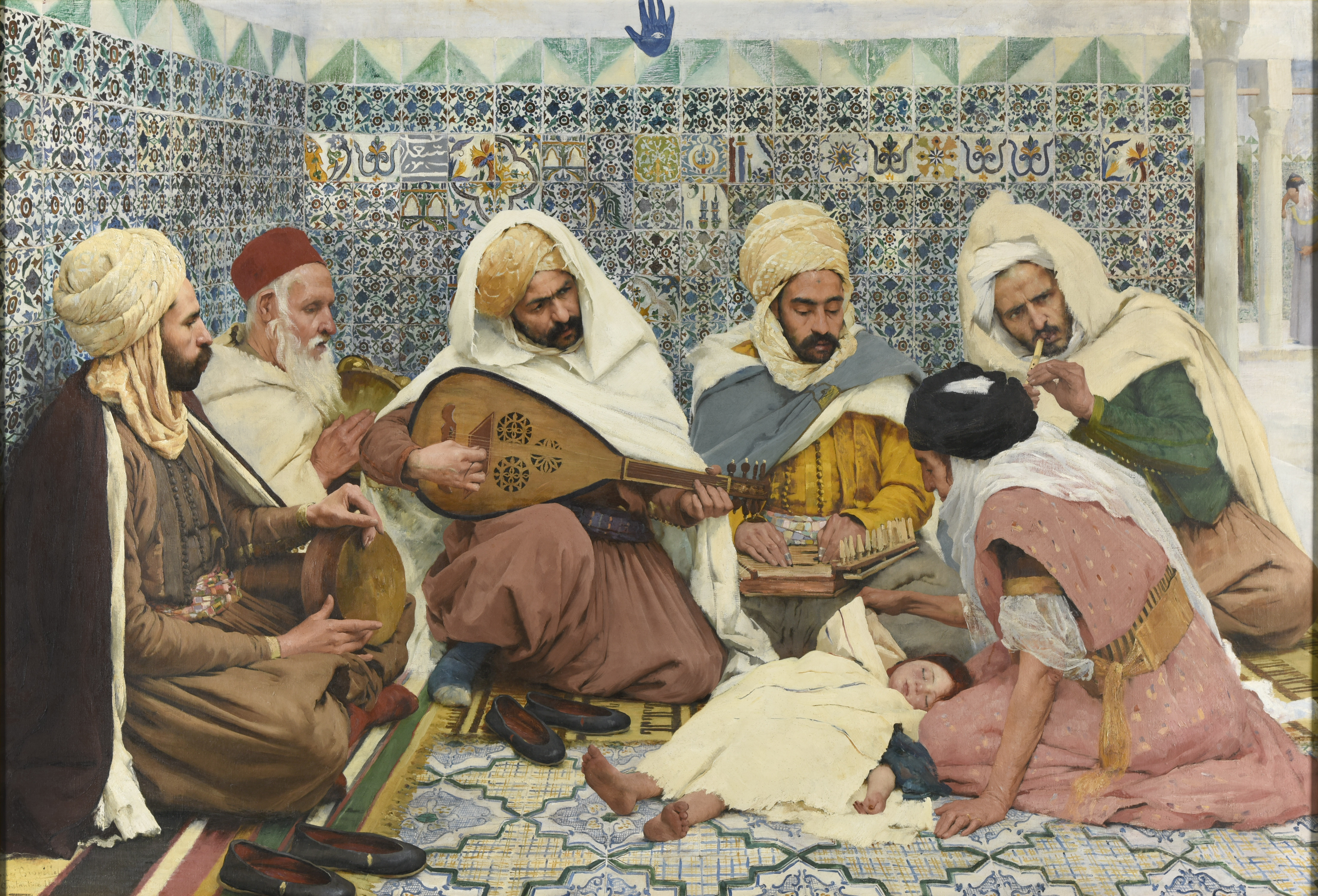
André Brouillet : L'Exorcisme ; musiciens arabes chassant les djinns du corps d'un enfant.

La plupart de ces peintures nous dépeignent un orient entre réalité et imaginaire. Tous les artistes ayant, à cette époque, représenté l'Orient n'ont pas obligatoirement voyagé dans les pays du Moyen-Orient. Cependant, la majorité des peintres dits orientalistes tels que Delacroix et d'autres ont entrepris de longs voyages dans les pays du Maghreb pour en rapporter de nombreux carnets de croquis dont ils se servirent pour la composition de leurs peintures une fois revenus au pays.
Cependant, Étienne Dinet abandonne le registre de ses premiers thèmes, en particulier le nu, pour se consacrer à explorer la condition humaine des Bédouins. Sa peinture traduit à la fois l'âme de son modèle et les couleurs locales vibrant sous la lumière saharienne. Il en résulte une œuvre esthétique et humaine. Dinet finit d'ailleurs par passer la majeure partie de son temps en Algérie et se convertit à l'islam.

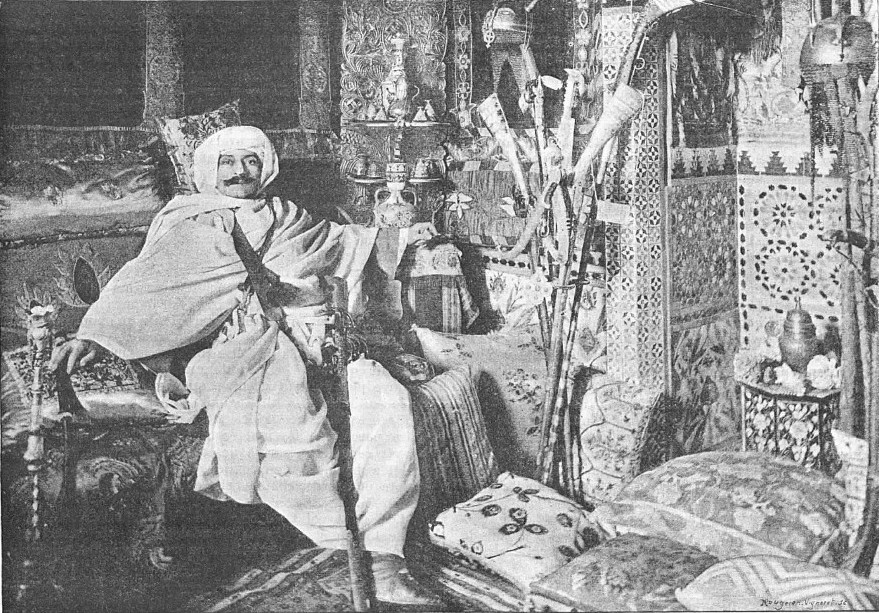
L'écrivain Pierre Loti dans le salon Turc de sa maison de Rochefort.

### Désert
Celui du Sahara a été largement représenté par les orientalistes français, à tel point que Théophile Gautier affirme en 1859 qu'il y a « autant de parasols que de paysagistes qu'autrefois, dans la forêt de Fontainebleau ». Il sert de décor à des scènes historiques, à la représentation de longues caravanes (Léon Belly, Pèlerins allant à la Mecque, Paris, musée d'Orsay, ou en est le motif principal (comme dans Le Sahara de Gustave Guillaumet (Paris, musée d'Orsay). La représentation des tempêtes de sable en fait un motif dramatique (Ludwig Hans Fischer, Bédouins dans une tempête de sable, vers 1891 ou Jean-François Portaels, Le Simoun, 1847 (Bruxelles, musées royaux des Beaux-Arts de Belgique))
Les conséquences de la chaleur dans le désert ont été dépeintes par Eugène Fromentin vers 1869 dans Au pays de la soif (Paris, musée d'Orsay),.

### AuXXesiècleau cinéma

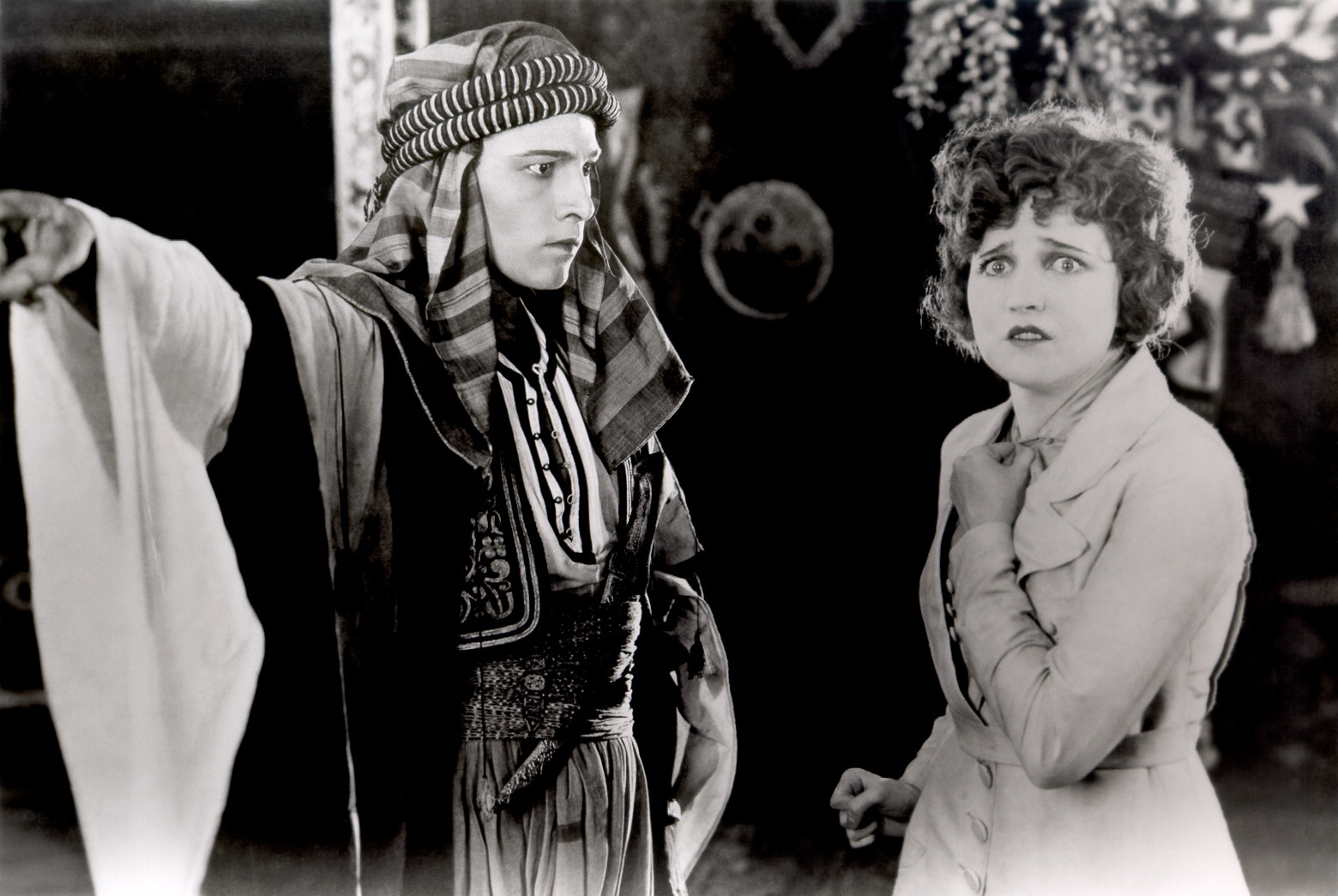
Le Cheik (1921) film de George Melford avec Rudolph Valentino et Agnes Ayres.
- Le Cheik (1921), extrait.

Les nombreux clichés véhiculés par la peinture et l'art orientaliste trouve un prolongement naturel dans des films grand public comme Le Cheik de 1921, narrant l'histoire d'une jeune Anglaise indépendante tombant sous le charme d'un cheik du désert (Rudolph Valentino) et rejoignant son harem.

## Débuts de l'abstraction appliqués à l'Orient: Vassily Kandinsky et Paul Klee
Wassily Kandinsky (1866-1944) et Paul Klee (1879-1940) représentent les figures majeures des débuts de l’abstraction, une abstraction qui se révèle à eux par le jeu des couleurs harmonieuses et vives de l’Orient. Ils se placent ainsi dans la lignée de Delacroix qui se questionna sur l’apport des diverses teintes lumineuses.

### Vassily Kandinsky
L'abstraction est avant tout une expression artistique en accord avec la spiritualité. L’ouvrage Du spirituel dans l’art de Kandinsky évoque avec justesse cette notion de « nécessité intérieure » prônée. De passage en Hollande puis en Tunisie, en Italie, en Suisse… il s’émancipe de la figuration classique pour davantage travailler sur la perception des formes et des nuances. C’est un moyen, selon les termes de Vanessa Morisset, d’arriver à cette « autonomie croissante des couleurs » opérée par l’observation des formes géométriques berbères. En effet, Kandinsky abstrait les formes des dunes, des villes et de leurs minarets, de leurs mosquées, des éléments triviaux qui les composent pour y adjoindre une transcendance de la couleur. Le paysage est alors transfiguré en un agencement équilibré et rythmé de teintes et de lignes.
Cette perception intrinsèque à l’artiste se reflète avec succès dans Les Nègres de 1905. De plus, il élabore un syncrétisme avec sa propre culture en mêlant des aspects de la vie quotidienne occidentale russe et allemande aux représentations de paysages tunisiens.

### Paul Klee
Le plus grand hommage rendu à la luminosité orientale, et surtout tunisienne, est offert par l’artiste Paul Klee. Celui-ci lui doit même sa carrière de peintre :

« J’abandonne maintenant le travail. L’ambiance me pénètre avec tant de douceur que sans plus y mettre de zèle, il se fait en moi de plus en plus d’assurance. La couleur me possède. Point n’est besoin de chercher à la saisir. Elle me possède, je le sais. Voilà le sens du moment heureux : la couleur et moi sommes un. Je suis peintre. »

— Paul Klee, Journal, jeudi 16 avril 1914.
Klee s’est déjà intéressé aux problématiques de la couleur chez Robert Delaunay. Il note ainsi dans son journal : « le type du tableau autonome, vivant sans motif de nature d’une existence plastique entièrement abstraite. Un organisme formel avec sa respiration vivante, presque aussi éloigné d’un tapis — il faut le souligner — qu’une fugue de Bach. »
Or, son bref voyage en Tunisie du 3 au 25 avril 1914 accompagné d’August Macke et de Louis Moilliet est une véritable révélation. Son regard neuf s’empare des architectures et, tout comme son contemporain, il s’en saisit pour les géométriser et les rendre organiques grâce à la lumière. L’aboutissement de ses recherches coloristes formule une nouvelle esthétique abstraite du paysage orientaliste : « L’art ne reproduit pas le visible ; il rend visible » selon la célèbre citation de Klee. Le sens de la vue décortique les divers chromatismes du prisme tunisien : la lumière solaire, les reflets, les oasis verdoyantes opposées au sable aride…

### Musicalité et abstraction
L’expression même d’œuvre d’art totale prend place dans le rythme des peintures de Wassily Kandinsky et Paul Klee. Le premier orchestre un « concert tonitruant de couleurs » qui oscille ses compositions entre harmonie et disharmonie. Tandis que le second transpose par le biais d’un paysage architecturé une mesure polyphonique. Aussi il ne faut pas oublier que Paul Klee a exercé toute sa vie une activité de violoniste. C’est le cas dans son œuvre de 1929 Hauptweg und Nebenwege (« Chemin principal et chemins secondaires ») réalisée quinze ans après son premier voyage. En effet, Klee découvre l’Égypte du 24 décembre 1928 au 10 janvier 1929, perfectionnant le jeu de lumières, de lignes telle une partition musicale originale. On peut y distinguer une référence au Nil et à ses nombreuses branches, qui organisent les cultures alentour, ainsi que les reflets éclatants de l’eau. Dans une lettre datée du 17 avril 1932 à sa femme, Klee prophétisera : « Je peins un paysage un peu comme la vue depuis les monts dénudés de la Vallée des Rois vers la contrée fertile, en préservant le plus possible la légèreté de la polyphonie entre substrats et atmosphère. »

## Analyse critique
L'intellectuel palestino-américain Edward Saïd analyse ce concept dans L'Orientalisme : L'Orient créé par l'Occident (1978), ouvrage fondateur des études postcoloniales. Il voit dans l'orientalisme une tradition artistique et scientifique d'étude de l'Orient par l'Occident, mais aussi une attitude générale de condescendance envers les sociétés du Moyen-Orient, d'Asie et d'Afrique du Nord qui sont pensées comme statiques, sous-développées et fondamentalement différentes de l'Occident ; et un outil au service de l'impérialisme.
Du point de vue de l'auteur, l'orientalisme représenterait moins une démarche curieuse et scientifique qu'un moyen d'asseoir la supériorité occidentale en enfermant l'Orient dans un ensemble restreint d'images et de présupposés qui tendent à alimenter « le rêve éveillé collectif de l'Europe à propos de l'Orient », c'est-à-dire une vision inauthentique et invariable de l'Orient.
Cependant, certaines critiques sont émises à l'égard de l'auteur, notamment sur le fait que le phénomène orientaliste ne se limiterait pas à une simple « entreprise coloniale » mais témoignerait aussi d'un intérêt à « reconquérir ce que les contraintes de la civilité ont fait oublier » en Occident.

## Liste d'artistes orientalistes

### Sculpture
- Alfred Barye
- Charles Cordier
- Jean-Léon Gérôme
- Émile-Coriolan Guillemin

### Peinture
Par ordre alphabétique :
- Roméo Charles Aglietti
- Armand Assus
- Jean Désiré Bascoulès
- Benjamin-Constant
- Maurice Bouviolle
- Frederick Arthur Bridgman
- Marius de Buzon
- Léon Carré
- Léon Cauvy
- Théodore Chassériau
- Étienne Chevalier
- Adrien Dauzats
- Édouard Debat-Ponsan
- Alexandre-Gabriel Decamps
- Eugène Delacroix
- Alfred Dehodencq
- Eugène François Deshayes
- Étienne Dinet
- Henry d'Estienne
- Augustin Ferrando
- Charles-Théodore Frère
- Eugène Fromentin
- Georges Gasté
- Léon Geille de Saint-Léger
- Jean-Léon Gérôme
- Louis-Auguste Girardot
- Antoine-Jean Gros
- Gustave Guillaumet
- Louis Haas
- Jean-Auguste-Dominique Ingres
- Vassily Kandinsky
- Paul Klee
- Paul Lafond
- Charles Landelle
- Jules Laurens
- Emmanuel Lauret dit Lauret aîné.
- Jean-Jules-Antoine Lecomte du Nouÿ
- Jacques Majorelle
- Prosper Marilhat
- François de Marliave
- Albert Marquet
- Jules Migonney
- Maxime Noiré
- Otto Pilny
- Guillaume Postel
- Jean-François Portaels
- Henri Regnault
- David Roberts
- Georges-Antoine Rochegrosse
- Giulio Rosati
- Alexandre Roubtzoff
- Cesare Saccaggi (1868-1934)
- Joseph Sintès
- Josette Spiaggia
- Adam Styka
- Gaspard de Toursky (1849-1925)
- Renée Tourniol
- Jean-Baptiste van Mour
- Henri Villain
- Hocine Ziani
- Félix Ziem

### Littérature
- William Beckford : Vathek.
- Pierre Benoit : L'Atlantide.
- Chateaubriand : Itinéraire de Paris à Jérusalem, Le Normant, 1811, récit de voyage.
- Gustave Flaubert : Salammbô ; Le voyage en Égypte.
- Théophile Gautier : Le Roman de la momie.
- Gérard de Nerval : Voyage en Orient.
- Myriam Harry : Passage de Bédouins ; Madame Petit-Jardin.
- Victor Hugo : Les Orientales.
- Auguste-Louis-Armand Loiseleur-Deslongchamps : Essai sur les fables indiennes, 1838.
- Pierre Loti : Aziyadé ; La Mort de Philae.
- Montesquieu : Lettres persanes.
- Voltaire : Memnon ou la sagesse humaine, Zadig ou la Destinée.
- Jean Lahor : Chants de l'Amour et de la Mort.

### Musique
- Franz Liszt : Mazeppa en ré min S 139 no 4.
- Georges Bizet et Victor Hugo : Les Adieux de l'hôtesse arabe.
- Amadeus Wolfgang Mozart : La Marche turque, La Flûte enchantée, L'Enlèvement au sérail.
- Camille Saint-Saëns : Africa, Parysatis.

### Mode
- Paul Poiret
- Mariano Fortuny y Madrazo
- Babani
- Callot Sœurs
- Jacques Doucet[30]
- Madame Pangon
- Charles Frederick Worth

### Émission radiophonique
- Colette Fellous, « Le voyage en Tunisie de Paul Klee », France Culture, émission Carnet nomade, diffusion le 10 mai 2014 (en ligne).